# دراج عليا
دراج عليا هي قرية في مقاطعة مراغة، إيران. عدد سكان هذه القرية هو 41 في سنة 2006.